# Natação nos Jogos Olímpicos de Verão de 2016 - 100 m livre feminino
A competição dos 100 metros livre feminino da natação nos Jogos Olímpicos de Verão de 2016 foi disputada nos dias 10 de agosto e 11 de agosto no Estádio Aquático Olímpico.

## Medalhistas
| Ouro   | CAN Penny Oleksiak USA Simone Manuel |
| Bronze | SWE Sarah Sjöström                   |

## Recordes
Antes desta competição, os recordes mundiais e olímpicos da prova eram os seguintes:
| Tipo | Atleta              | Tempo | Local    | Data                |
| ---- | ------------------- | ----- | -------- | ------------------- |
|      | Cate Campbell       | 52.06 | Brisbane | 2 de julho de 2016  |
|      | Ranomi Kromowidjojo | 53.00 | Londres  | 2 de agosto de 2012 |

Os seguintes recordes mundiais ou olímpicos foram estabelecidos durante esta competição:
| Data         | Evento        | Atleta                               | Tempo | Notas            |
| ------------ | ------------- | ------------------------------------ | ----- | ---------------- |
| 10 de agosto | Eliminatórias | AUS Cate Campbell                    | 52.78 | Recorde olímpico |
| 10 de agosto | Semifinal     | AUS Cate Campbell                    | 52.71 | Recorde olímpico |
| 11 de agosto | Final         | USA Simone Manuel CAN Penny Oleksiak | 52.70 | Recorde olímpico |

## Resultados

### Eliminatórias
| Pos. | Elim. | Raia | Nadadora                   | CON                               | Tempo   | Notas            |
| ---- | ----- | ---- | -------------------------- | --------------------------------- | ------- | ---------------- |
| 1    | 5     | 4    | Cate Campbell              | AUS Austrália                     | 52.78   | Q,               |
| 2    | 4     | 3    | Simone Manuel              | USA Estados Unidos                | 53.32   | Q                |
| 3    | 6     | 5    | Sarah Sjöström             | SWE Suécia                        | 53.37   | Q                |
| 4    | 5     | 5    | Ranomi Kromowidjojo        | NED Países Baixos                 | 53.43   | Q                |
| 5    | 5     | 3    | Penny Oleksiak             | CAN Canadá                        | 53.53   | Q                |
| 5    | 5     | 6    | Jeanette Ottesen           | DEN Dinamarca                     | 53.53   | Q                |
| 7    | 6     | 3    | Abbey Weitzeil             | USA Estados Unidos                | 53.54   | Q                |
| 8    | 6     | 4    | Bronte Campbell            | AUS Austrália                     | 53.71   | Q                |
| 9    | 5     | 2    | Chantal Van Landeghem      | CAN Canadá                        | 53.89   | Q                |
| 10   | 6     | 2    | Charlotte Bonnet           | FRA França                        | 53.93   | Q                |
| 11   | 5     | 8    | Pernille Blume             | DEN Dinamarca                     | 54.15   | Q                |
| 11   | 6     | 7    | Zhu Menghui                | CHN China                         | 54.15   | Q                |
| 13   | 4     | 6    | Aliaksandra Herasimenia    | BLR Bielorrússia                  | 54.25   | Q                |
| 14   | 4     | 8    | Etiene Medeiros            | BRA Brasil                        | 54.38   | Q                |
| 15   | 4     | 2    | Shen Duo                   | CHN China                         | 54.41   | Q, WD            |
| 16   | 6     | 1    | Rikako Ikee                | JPN Japão                         | 54.50   | Q                |
| 16   | 6     | 8    | Miki Uchida                | JPN Japão                         | 54.50   | Q                |
| 18   | 5     | 7    | Arianna Vanderpool-Wallace | BAH Bahamas                       | 54.56   |                  |
| 19   | 3     | 5    | Veronika Popova            | RUS Rússia                        | 54.60   |                  |
| 20   | 4     | 4    | Femke Heemskerk            | NED Países Baixos                 | 54.63   |                  |
| 21   | 5     | 1    | Larissa Oliveira           | BRA Brasil                        | 54.72   |                  |
| 22   | 4     | 7    | Béryl Gastaldello          | FRA França                        | 54.80   |                  |
| 23   | 3     | 1    | Maria Ugolkova             | SUI Suíça                         | 54.85   |                  |
| 24   | 3     | 7    | Camille Cheng              | HKG Hong Kong                     | 54.92   |                  |
| 25   | 3     | 8    | Julie Meynen               | LUX Luxemburgo                    | 55.09   |                  |
| 26   | 3     | 4    | Erika Ferraioli            | ITA Itália                        | 55.20   |                  |
| 27   | 2     | 4    | Susann Bjørnsen            | NOR Noruega                       | 55.35   |                  |
| 28   | 4     | 1    | Nataliya Lovtsova          | RUS Rússia                        | 55.37   |                  |
| 29   | 3     | 3    | Katarzyna Wilk             | POL Polônia                       | 55.44   |                  |
| 30   | 3     | 6    | Andrea Murez               | ISR Israel                        | 55.47   |                  |
| 31   | 3     | 2    | Nina Rangelova             | BUL Bulgária                      | 55.71   |                  |
| 32   | 2     | 3    | Natthanan Junkrajang       | THA Tailândia                     | 56.24   |                  |
| 33   | 2     | 5    | Jasmine Alkhaldi           | PHI Filipinas                     | 56.30   |                  |
| 34   | 1     | 5    | Inés Remersaro             | URU Uruguai                       | 57.85   | Recorde nacional |
| 35   | 2     | 8    | Jade Howard                | ZAM Zâmbia                        | 58.47   |                  |
| 36   | 2     | 6    | Ana-Iulia Dascăl           | ROU Romênia                       | 58.72   |                  |
| 37   | 2     | 1    | Heather Arseth             | MRI Maurício                      | 58.89   |                  |
| 38   | 2     | 7    | Tracy Keith-Matchitt       | COK Ilhas Cook                    | 58.90   |                  |
| 39   | 2     | 2    | Karen Riveros              | PAR Paraguai                      | 59.00   |                  |
| 40   | 1     | 3    | Ana Sofia Nóbrega          | ANG Angola                        | 59.23   |                  |
| 41   | 1     | 6    | Fatima Alkaramova          | AZE Azerbaijão                    | 59.41   |                  |
| 42   | 1     | 4    | Jovana Terzić              | MNE Montenegro                    | 59.59   |                  |
| 43   | 1     | 2    | Nikol Merizaj              | ALB Albânia                       | 59.99   |                  |
| 44   | 1     | 8    | Estellah Fils Rabetsara    | MAD Madagascar                    | 1:01.11 |                  |
| 45   | 1     | 7    | Yusra Mardini              | ROT Equipe Olímpica de Refugiados | 1:04.66 |                  |
| 46   | 1     | 1    | Aminath Shajan             | MDV Maldivas                      | 1:05.71 |                  |
| 48   | 4     | 5    | Federica Pellegrini        | ITA Itália                        |         | DNS              |
| 48   | 6     | 6    | Michelle Coleman           | SWE Suécia                        |         | DNS              |

### Semifinais

#### Semifinal 1
| Pos. | Raia | Nadadora            | CON                | Tempo | Notas |
| ---- | ---- | ------------------- | ------------------ | ----- | ----- |
| 1    | 4    | Simone Manuel       | USA Estados Unidos | 53.11 | Q     |
| 2    | 6    | Bronte Campbell     | AUS Austrália      | 53.29 | Q     |
| 3    | 3    | Jeanette Ottesen    | DEN Dinamarca      | 53.35 | Q,    |
| 4    | 5    | Ranomi Kromowidjojo | NED Países Baixos  | 53.42 | Q     |
| 5    | 7    | Zhu Menghui         | CHN China          | 53.98 |       |
| 6    | 8    | Miki Uchida         | JPN Japão          | 54.39 |       |
| 7    | 2    | Charlotte Bonnet    | FRA França         | 54.54 |       |
| 8    | 1    | Etiene Medeiros     | BRA Brasil         | 54.59 |       |

| Pos. | Raia | Nadadora                | CON                | Tempo | Notas   |
| ---- | ---- | ----------------------- | ------------------ | ----- | ------- |
| 1    | 4    | Cate Campbell           | AUS Austrália      | 52.71 | Q,      |
| 2    | 3    | Penny Oleksiak          | CAN Canadá         | 52.72 | Q, WJR, |
| 3    | 5    | Sarah Sjöström          | SWE Suécia         | 53.16 | Q       |
| 4    | 6    | Abbey Weitzeil          | USA Estados Unidos | 53.53 | Q       |
| 5    | 2    | Chantal Van Landeghem   | CAN Canadá         | 54.00 |         |
| 6    | 7    | Pernille Blume          | DEN Dinamarca      | 54.19 |         |
| 7    | 8    | Rikako Ikee             | JPN Japão          | 54.31 |         |
| 8    | 1    | Aliaksandra Herasimenia | BLR Bielorrússia   | 54.34 |         |

### Final

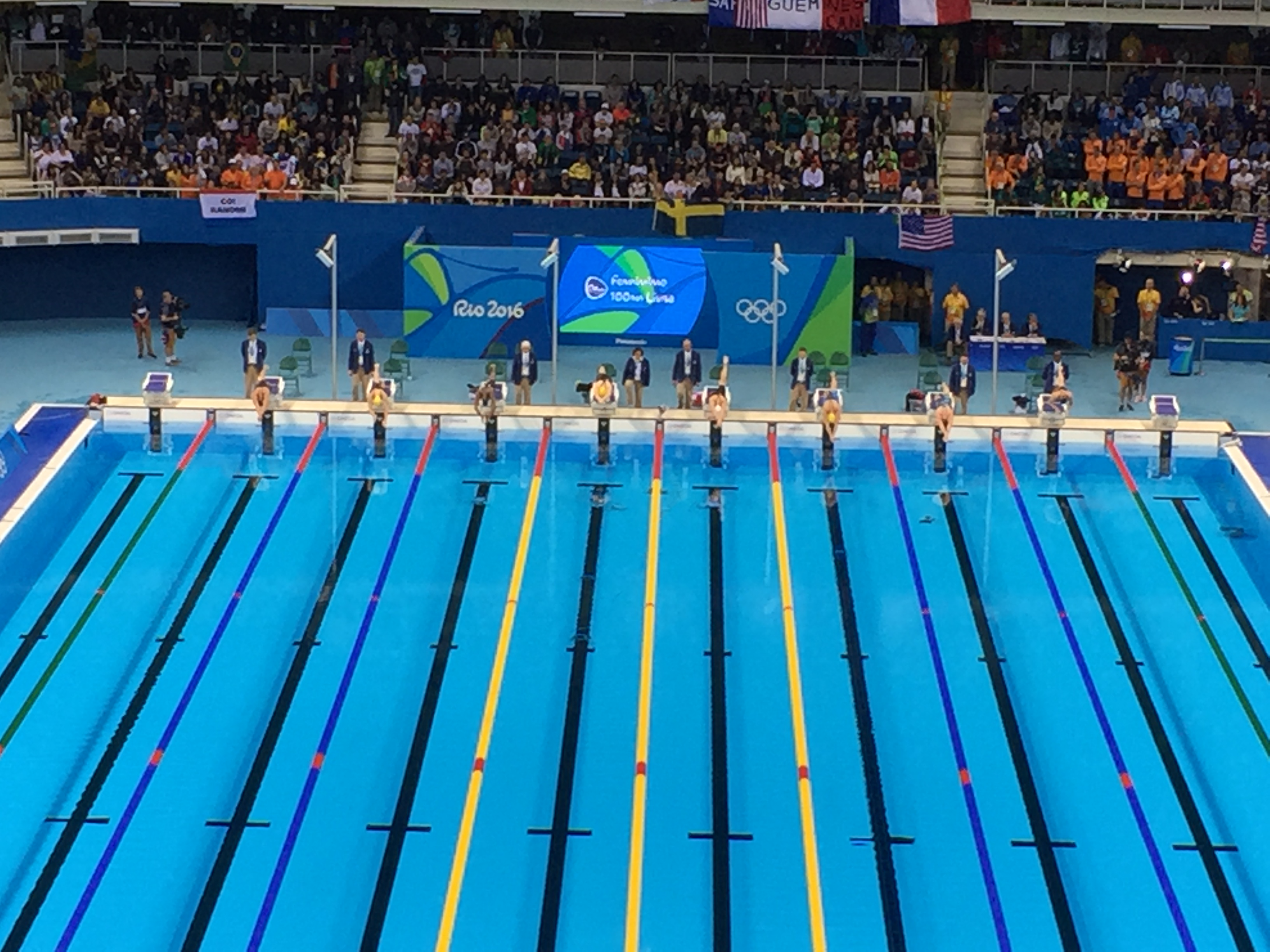
Largada para a final da prova no Estádio Aquático Olímpico.

| Pos.              | Raia | Nadadora            | CON                | Tempo | Notas            |
| ----------------- | ---- | ------------------- | ------------------ | ----- | ---------------- |
| Medalha de ouro   | 5    | Penny Oleksiak      | CAN Canadá         | 52.70 | , WJR            |
| Medalha de ouro   | 3    | Simone Manuel       | USA Estados Unidos | 52.70 | Recorde olímpico |
| Medalha de bronze | 6    | Sarah Sjöström      | SWE Suécia         | 52.99 |                  |
| 4                 | 2    | Bronte Campbell     | AUS Austrália      | 53.04 |                  |
| 5                 | 1    | Ranomi Kromowidjojo | NED Países Baixos  | 53.08 |                  |
| 6                 | 4    | Cate Campbell       | AUS Austrália      | 53.24 |                  |
| 7                 | 8    | Abbey Weitzeil      | USA Estados Unidos | 53.30 |                  |
| 8                 | 7    | Jeanette Ottesen    | DEN Dinamarca      | 53.36 |                  |

Legenda
| Recorde mundial      | Recorde mundial (World record)               |                       | Recorde africano                      | Recorde africano (African) |                                           | Q | Classificado por posição (Qualified) |
| Recorde olímpico     | Recorde olímpico (Olympic record)            | Recorde da América    | Recorde da América (Americas)         | q                          | Classificado por melhor tempo (Qualified) |   |                                      |
| Melhor marca do ano  | Melhor marca do ano (World leading)          | Recorde asiático      | Recorde asiático (Asian)              | DNS                        | Não largou (Did not start)                |   |                                      |
| Recorde nacional     | Recorde nacional (National record)           | Recorde europeu       | Recorde europeu (European)            | DNF                        | Não terminou (Did not finish)             |   |                                      |
| Recorde pessoal      | Recorde pessoal do atleta (Personal best)    | Recorde da Oceania    | Recorde da Oceania (Oceania)          | DSQ / DQ                   | Desclassificado (Disqualified)            |   |                                      |
| Recorde da temporada | Recorde da temporada do atleta (Season best) | Recorde sul-americano | Recorde sul-americano (South America) | NM                         | Sem marca (No mark)                       |   |                                      |